# La Création du monde (ballet)
Pour les articles homonymes, voir La Création du monde.

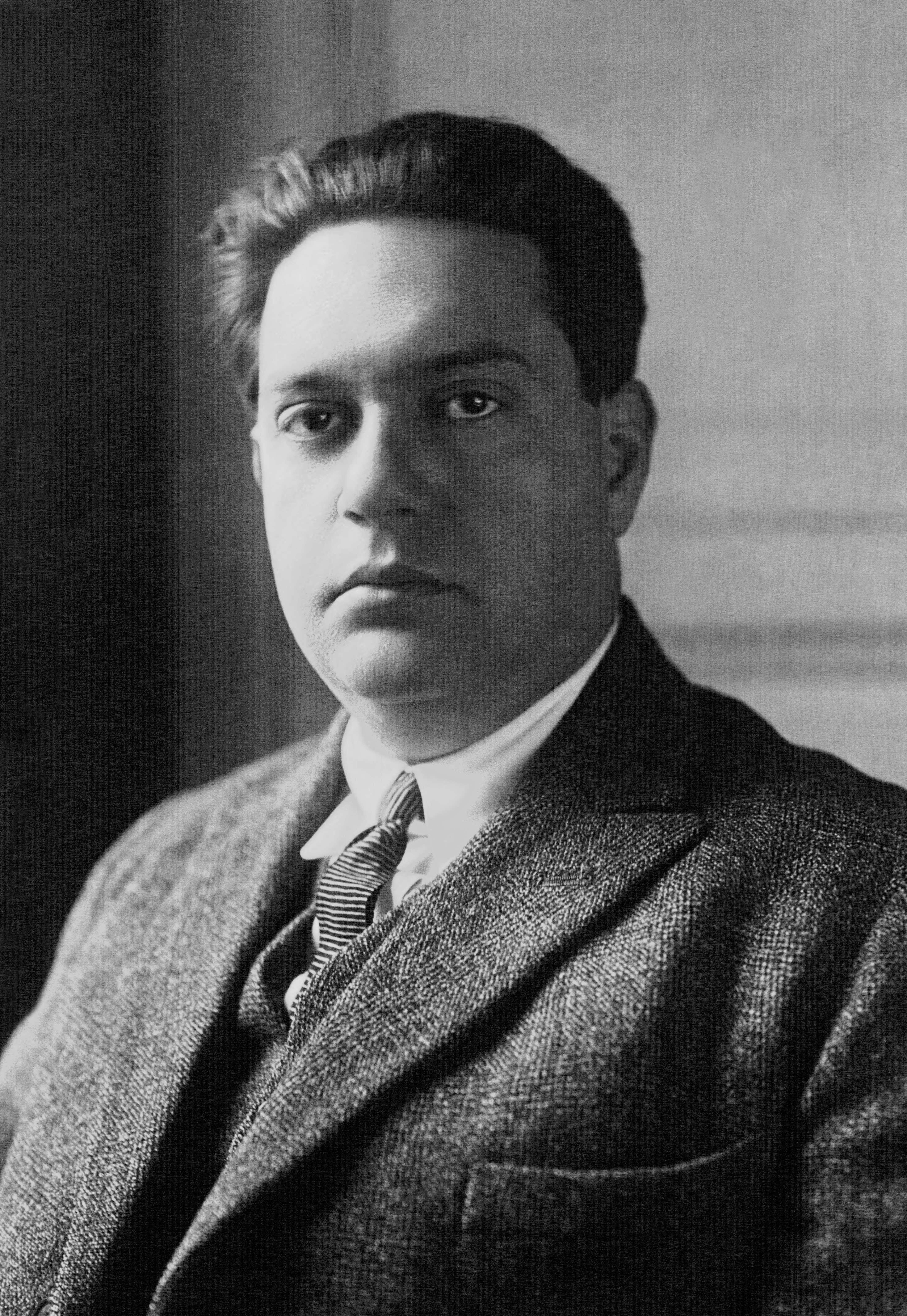
Darius Milhaud

La Création du monde est un ballet de danse classique chorégraphié par Jean Börlin sur une partition de Darius Milhaud, op. 81a, un livret de Blaise Cendrars et des décors de Fernand Léger, pour les Ballets suédois. La création eut lieu au Théâtre des Champs-Élysées à Paris le 25 octobre 1923 sous la direction de Vladimir Golschmann.

## Contexte
Le ballet fut imaginé par Blaise Cendrars en 1922. Dans une lettre à Fernand Léger, celui-ci lui présente son attrait pour l'art nègre, en vogue dans le Paris des années folles :  "Dis à de Maré [...] que j'ai tout prêt deux sujets de "ballets nègres, qu'avec toi je suis prêt à faire une œuvre [...] très moderne qui fasse date". Cendrars et Léger pensèrent à Milhaud pour en composer la musique, celui-ci revenant de New York fin 1922 et s'associant à eux vers janvier 1923. Pour Milhaud, la collaboration fut étroite entre eux trois : "[...] Ils fréquentaient beaucoup les bals musette, et ils m'emmenaient souvent avec eux me faisant ainsi découvrir un aspect de Paris que j'ignorais [...]. Tout en déambulant ainsi dans Paris, Léger, Cendrars et moi élaborions notre ballet". À cette époque, la musique de Milhaud était fortement influencée par le jazz qu'il a entendu à Londres en 1920 et étudié à New York en 1922 auprès des afro-américains de Harlem.
De plus, ce ballet est représentatif de l'attrait des parisiens pour le primitivisme. Milhaud, Cendrars et Léger voulaient imposer cette œuvre à l'échelle mondiale : « il devra être le seul ballet nègre possible dans le monde entier et être celui qui restera comme typique du genre... » . En outre, le sujet du ballet intéressa la presse avant même la première, Léger discuta de sa conception des décors dans Les Nouvelles Littéraires (30 juin 1923, p. 4), et L’Esprit Nouveau publia l'argument de Cendrars avec un extrait de la partition de Milhaud et des esquisses de Léger (n°18, novembre 1923).

## Argument
L'argument est  tiré de l'Anthologie Nègre de Blaise Cendrars (1887-1961), publiée en 1921 . Il s'agit d'un « ballet nègre » représentant la genèse du monde (la légende des origines dans le livre de Cendrars) selon les contes et les mythes africains : "L’action débute au moment du chaos, alors que trois déités se consultent. La vie végétale et la vie animale naissent peu à peu d’une masse centrale, puis l’Homme et la Femme apparaissent. Ils exécutent ensemble une danse du désir, entourés de sorciers. Ils s’unissent dans un baiser symbolisant, selon les termes de Cendrars, le "printemps"".

## Structure
La partition est écrite pour un petit orchestre de dix-sept instruments avec une partie soliste pour saxophone. Elle est dédiée à Paul Collaer et à Roger Désormière. Son exécution demande environ un quart d'heure. L'œuvre se compose de six parties jouées en un seul mouvement :
- Ouverture
- Le chaos avant la création
- La naissance de la flore et de la faune
- La naissance de l'homme et de la femme
- Le désir
- Le printemps ou l'apaisement

Il existe un arrangement postérieur pour piano et quatuor à cordes, op. 81b.

## Contenu musical
L'effectif instrumental ressemble à un band de jazz de par la présence des cuivres et du saxophone alto, mais aussi d'une large section rythmique (percussions, piano, contrebasse). Mais l'utilisation des instruments s'en rapproche également : les instruments à vent sont privilégiés (le saxophone jouant le thème de l'Ouverture par exemple) tandis que le piano et les cordes sont en retrait du point de vue mélodique et sont utilisés de manière rythmique.
L’œuvre contient trois thèmes principaux qui reviendront fréquemment, tous trois associés à un aspect de la création du monde (règnes végétal et animal, déités). Ces thèmes sont parfois superposés ou modifiés par augmentation rythmique ou par exposition en miroir, créant ainsi un contrepoint très élaboré. La superposition des thèmes et/ou motifs musicaux créée des effets de masse sonore, culminant au climax de timbres et d'intensité de la fin du 4ème mouvement.
Milhaud met donc en application ses connaissances en composition classique (polytonalité, contrepoint, etc) ainsi que ses travaux de recherche sur le jazz noir américain (syncopes, effectif instrumental, rythmes, blue note) pour composer la musique de la Création : "Des harmonies « de jazz » coexistent avec une gestion de la polytonalité typique de Milhaud, tandis que l’architecture de l’œuvre, en arc de cercle avec une fugue centrale, évoque les modèles européens [...]".

## Costumes
Fernand Léger conçut les costumes à partir de sculptures et de masques africains illustrés dans les ouvrages de Carl Einstein ("Negerplastik") et de Marius de Zayas ("African Negro art").
Léger refusait de survaloriser la figure humaine de ses costumes, il prit donc comme lignes directrices la frontalité, la simplicité et la massivité des statues et masques africains : "Comme point de départ, je prends des statues nègres de la haute époque".
Mais une critique du Ménestrel compara les décors et costumes de Léger aux camouflages des bateaux français lors de la Première Guerre Mondiale. Les réalisations de Léger n'auraient eu "ni queue ni tête" comme les camouflages qu'il peignait au service de l'armée française.

## Décors et scénographie
Les décors de Léger furent également inspirés par les ouvrages de Carl Einstein et de Marius de Zayas cités précédemment. Mais il a également visité les collections personnelles d'Alphonse Kann et Paul Guillaume, collectionneurs et marchands d'art ancien et moderne. Certains décors de Léger  "dominaient nettement la scène et étaient particulièrement imposants, certaines figures faisant près de six mètres de haut".
Sur scène, les couleurs privilégiées étaient le noir, le blanc et l'ocre, se rapprochant des couleurs dominantes dans la culture africaine. "Les oiseaux et les sorciers étaient le prolongement de l'environnement scénique", en d'autres termes, les costumes, les décors et la chorégraphie étaient en harmonie, chaque élément ayant sa place et sa signification dans la légende de la création.

## Chorégraphie
Tout d'abord, la chorégraphie était subordonnée aux décors de Léger, souhaitant une grande unité des danseurs avec le décor. Ils portaient des masques et des costumes de grande taille. Le danseur principal et chorégraphe des ballets suédois, Jean Börlin, s'est inspiré de statuettes africaines et de films documentaires sur les danses africaines pour la chorégraphie du ballet.
La chorégraphie lors de la première, le 25 octobre 1923 au Théâtre des Champs-Élysées, était la suivante :  Un tas confus de corps sont entrelacés avant la création. Trois déités géantes évoluent lentement autour, maîtres de la création, ils tiennent conseil et font des incantations magiques. La masse centrale s'agite, un arbre pousse petit à petit et grandit, quand une de ses graines tombe à terre, un nouvel arbre surgit. Quand une feuille tombe à terre, elle gonfle et devient un animal. La scène s'est progressivement éclairée durant la création, et à chaque animal nouveau, elle s'illumine violemment. Chaque créature est un danseur ou une danseuse jaillissant du centre, elle évolue individuellement, fait quelques pas, puis s'insère dans une ronde qui se met peu à peu en branle autour des trois déités. La ronde s'ouvre, les projecteurs jaillissent, la masse informe bouillonne, tout s'agite, une jambe monstrueuse apparaît. Puis l'Homme et la Femme soudainement debout se reconnaissent, en face l'un de l'autre. Le couple s'étreint, la ronde se calme et vient mourir très lentement, se disperse par petits groupes. Enfin, le couple s'isole dans un baiser, c'est le printemps.

## Critiques en 1923
Les réactions au ballet se firent entendre dès la deuxième représentation, ce qui plut à Milhaud, souhaitant, avec Cendrars et Léger, conquérir le public parisien. En effet Milhaud écrivit à Paul Collaer que « la presse est ignoble. Je jubile ». Les critiques des premières représentations étaient en majorité négatives, comme celle de la rubrique La Soirée de Comoedia qui parla d'un « succès public, d’" applaudissements sauvages" et de louanges, mais d’une " critique consternée" ». Le public adore, tandis que la presse ne prend pas le ballet au sérieux. Certains sont plus radicaux, comme le directeur du Courrier Musical, qui vise directement l'argument de Cendrars : « Cette blagologie astrale des races-racines, larves et lémuriens insexués vise-t-elle au comique ou à l’initiation ? ».
Fidèle à sa critique antérieure à la première représentation, Le Ménestrel présenta certains passages de la musique de Milhaud comme étant « le jazz le plus dissonant [...] », critiquant ainsi l'écriture contrapuntique et polytonale du compositeur.
Néanmoins, certains voient dans la partition de Milhaud une grande originalité et une facilité dans l'écriture à la manière du jazz, séduisant ainsi le public parisien : « La partition de La Création du monde est un nouveau témoignage de la fécondité de M. Darius Milhaud et de son admirable aisance à recouvrir des riens d’un vernis plus ou moins violent, mais dont l’effet, même sur le public, commence à s’émousser ».

## Critiques après 1923
Le ballet ne fut joué que trois fois en 1923 en raison de la tournée américaine des ballets suédois. Lorsqu'il fut redonné en 1924, la musique n'était toujours pas appréciée par les critiques. Les ballets suédois se séparèrent en 1925, après avoir donné douze représentations du ballet.
Mais, loin de jouer en la défaveur du compositeur, cette séparation fit réagir Milhaud qui  adapta le ballet en une suite pour orchestre, bien plus appréciée et sans scandale autour d'une quelconque chorégraphie. L’œuvre gagna en reconnaissance au fil du temps, certains la considérant, comme Le Guide du Concert ou Florent Schmitt, comme l'une des meilleures œuvres de Milhaud : "Les critiques décrétèrent que ma musique n'était pas sérieuse et convenait plutôt aux dancings et aux restaurants qu'au théâtre. Dix ans plus tard, les mêmes critiques commentaient la philosophie du jazz et démontraient savamment que « La Création du Monde » était ma meilleure œuvre".

## Représentations récentes
Au XXIe siècle, le ballet est toujours donné en France par diverses formations. En 2012, le chorégraphe congolais Faustin Linyekula se détacha de la chorégraphie de 1923 et donna une place nouvelle aux mouvements du corps des danseurs.
Un justaucorps  pris par deux danseurs en survêtement est etiré dans tous les sens, les vingt-huit autres danseurs étant vêtus de combinaisons bicolores avec des inscriptions ressemblant à des graffitis. La chorégraphie laissait souvent l'un des danseurs seul face au public, questionnant la différence de chaque individu.
Donnant la version originale du ballet dans une reconstitution datant de l'an 2000 au sein du même concert, le chorégraphe  souhaitait souligner que "l‘asservissement des peuples et la souffrance des hommes [étaient] totalement évacués" de la chorégraphie et de l'opinion publique en 1923.
En 2016, lors des rencontres musicales d'Evian, une représentation de la Création du Monde fut donnée par l'Orchestre des Pays de Savoie et Renaud Capuçon sous la direction de Nicolas Chalvin. La chorégraphie, réalisée par Saburo Teshigarawa et Rihoko Sato, ne fait évoluer que deux danseurs sur scène, un homme et une femme, au départ distant l'un de l'autre, puis se rapprochant jusqu'à l'étreinte finale. Aucun décor n'est présent sur scène, et les deux danseurs sont vêtus en noir. Leurs mouvements sont lents ou rapides, courbés ou saccadés, voire imitant des animaux. Ils nécessitent donc deux danseurs dotés d'une bonne musculature et d'une parfaite maîtrise de leurs corps.

## Cinéma
Mary Ellen Bute a utilisé La Création du monde pour son court métrage d'animation Parabola (film, 1937) (1937). 